# Torneo de Reserva 1937
El Torneo de Reserva 1937 fue la séptima edición del certamen organizado por la Asociación del Football Argentino. Participaron un total de 18 equipos, todos participantes de la Primera División 1937.
El torneo se disputó en el segundo semestre del año, luego de que se disputara el Torneo Preparación, donde compitieron en conjunto con los equipos de Segunda División. De tal modo, los equipos de reserva volvieron a competir exclusivamente luego de tres años.
El certamen consagró campeón por octava vez en su historia a Boca Juniors, tras vencer a River Plate en el desempate.

## Equipos
| Equipo                      | Ciudad               |
| --------------------------- | -------------------- |
| Argentinos Juniors          | Buenos Aires         |
| Atlanta                     | Buenos Aires         |
| Boca Juniors                | Buenos Aires         |
| Chacarita Juniors           | Buenos Aires         |
| Estudiantes de La Plata     | La Plata             |
| Ferro Carril Oeste          | Buenos Aires         |
| Gimnasia y Esgrima La Plata | La Plata             |
| Huracán                     | Buenos Aires         |
| Independiente               | Avellaneda           |
| Lanús                       | Lanús                |
| Platense                    | Buenos Aires         |
| Quilmes                     | Quilmes              |
| Racing                      | Avellaneda           |
| River Plate                 | Buenos Aires         |
| San Lorenzo de Almagro      | Buenos Aires         |
| Talleres                    | Remedios de Escalada |
| Tigre                       | Victoria             |
| Vélez Sarsfield             | Buenos Aires         |

### Distribución geográfica de los equipos
| Región                 | Cant. | Equipos |
| ---------------------- | ----- | --- |
| Ciudad de Buenos Aires | 10    | Argentinos Juniors, Atlanta, Boca Juniors, Chacarita Juniors, Ferro Carril Oeste, Huracán, Platense, River Plate, San Lorenzo de Almagro y Vélez Sarsfield |
| Conurbano bonaerense   | 6     | Independiente, Lanús, Quilmes, Racing, Talleres y Tigre |
| Ciudad de La Plata     | 2     | Estudiantes de La Plata y Gimnasia y Esgrima La Plata |

## Sistema de disputa
Se llevó a cabo en una rueda, por el sistema de todos contra todos, invirtiendo la localía. La tabla final de posiciones del torneo se estableció por acumulación de puntos. En caso de igualdad en puntos en el primer puesto, se disputó un partido desempate. El ganador se consagró campeón.

### Torneo Preparación
Los participantes se dividieron en cuatro zonas, tres zonas de nueve equipos y una zona de ocho equipos, donde se enfrentaron bajo el sistema de todos contra todos a una rueda. Los dos mejores de cada zona avanzaron a la fase final, donde los clasificados se enfrentaron a eliminación directa a único partido hasta definir a un ganador.

## Torneo Preparación
En cursiva los equipos de Segunda División.

### Fase de zonas

#### Zona 1
| Pos. | Equipo                 | Pts. | J | DG | GF |
| ---- | ---------------------- | ---- | - | -- | -- |
| 1.º  | San Lorenzo de Almagro | 13   | 8 |    |    |
| 2.º  | Estudiantil Porteño    | 11   | 8 |    |    |
| 3.º  | Huracán                | 10   | 8 |    |    |
| 4.º  | Estudiantes            | 8    | 8 |    |    |
| 5.º  | All Boys               | 8    | 8 |    |    |
| 6.º  | Vélez Sarsfield        | 7    | 8 |    |    |
| 7.º  | Sp. Buenos Aires       | 6    | 8 |    |    |
| 8.º  | Ferro Carril Oeste     | 6    | 8 |    |    |
| 9.º  | Nueva Chicago          | 3    | 8 | -  |    |

|  | Clasificado a la fase final. |

#### Zona 2
| Pos. | Equipo                 | Pts. | J | DG | GF |
| ---- | ---------------------- | ---- | - | -- | -- |
| 1.º  | Chacarita Juniors      | 12   | 8 |    |    |
| 2.º  | River Plate            | 11   | 8 |    |    |
| 3.º  | Excursionistas         | 11   | 8 |    |    |
| 4.º  | Atlanta                | 9    | 8 |    |    |
| 5.º  | Almagro                | 9    | 8 |    |    |
| 6.º  | Tigre                  | 9    | 8 |    |    |
| 7.º  | Defensores de Belgrano | 5    | 8 |    |    |
| 8.º  | Platense               | 4    | 8 |    |    |
| 9.º  | Colegiales             | 2    | 8 | -  |    |

|  | Clasificado a la fase final. |
|  | Desempate.                   |

Desempate
| 19 de junio | River Plate | 4:4 | Excursionistas | Estadio de Chacarita Juniors, Buenos Aires |  |

| 26 de junio | River Plate | 1:1 | Excursionistas | Estadio de Ferro Carril Oeste, Buenos Aires |  |

| 29 de junio | River Plate | 0:3 | Excursionistas | Estadio de Platense, Buenos Aires |  |

#### Zona 3
| Pos. | Equipo                      | Pts. | J | DG | GF |
| ---- | --------------------------- | ---- | - | -- | -- |
| 1.º  | Gimnasia y Esgrima La Plata | 11   | 7 |    |    |
| 2.º  | Banfield                    | 10   | 7 |    |    |
| 3.º  | Temperley                   | 9    | 7 |    |    |
| 4.º  | Estudiantes de La Plata     | 8    | 7 |    |    |
| 5.º  | Talleres                    | 6    | 7 |    |    |
| 6.º  | Argentino de Quilmes        | 6    | 7 |    |    |
| 7.º  | Lanús                       | 4    | 7 |    |    |
| 8.º  | Quilmes                     | 2    | 7 |    |    |

|  | Clasificado a la fase final. |

#### Zona 4
| Pos. | Equipo             | Pts. | J | DG | GF |
| ---- | ------------------ | ---- | - | -- | -- |
| 1.º  | Boca Juniors       | 15   | 8 |    |    |
| 2.º  | Racing             | 13   | 8 |    |    |
| 3.º  | Independiente      | 11   | 8 |    |    |
| 4.º  | Sp. Alsina         | 7    | 8 |    |    |
| 5.º  | Barracas Central   | 7    | 8 |    |    |
| 6.º  | Dock Sud           | 7    | 8 |    |    |
| 7.º  | El Porvenir        | 6    | 8 |    |    |
| 8.º  | Sp. Barracas       | 5    | 8 |    |    |
| 9.º  | Argentinos Juniors | 1    | 8 | -  |    |

|  | Clasificado a la fase final. |

### Fase final

#### Cuadro de desarrollo
|  | Cuartos de final            | Cuartos de final |                     |                | Semifinales | Semifinales |  |                     | Final | Final |  |
|  |                             |                  |                     |                |             |             |  |                     |       |       |  |
|  |                             |                  |                     |                |             |             |  |                     |       |       |  |
|  | Excursionistas              | 3                |                     |                |             |             |  |                     |       |       |  |
|  | Excursionistas              | 3                |                     |                |             |             |  |                     |       |       |  |
|  | Racing                      | 1                |                     |                |             |             |  |                     |       |       |  |
|  | Racing                      | 1                |                     | Excursionistas | 0           |             |  |                     |       |       |  |
|  |                             |                  |                     | Excursionistas | 0           |             |  |                     |       |       |  |
|  |                             |                  | Estudiantil Porteño | 1              |             |             |  |                     |       |       |  |
|  | Estudiantil Porteño         | 5                | Estudiantil Porteño | 1              |             |             |  |                     |       |       |  |
|  | Estudiantil Porteño         | 5                |                     |                |             |             |  |                     |       |       |  |
|  | Gimnasia y Esgrima La Plata | 3                |                     |                |             |             |  |                     |       |       |  |
|  | Gimnasia y Esgrima La Plata | 3                |                     |                |             |             |  | Estudiantil Porteño | 2     |       |  |
|  |                             |                  |                     |                |             |             |  | Estudiantil Porteño | 2     |       |  |
|  |                             |                  | Chacarita Juniors   | 1              |             |             |  |                     |       |       |  |
|  | Boca Juniors                | 6                | Chacarita Juniors   | 1              |             |             |  |                     |       |       |  |
|  | Boca Juniors                | 6                |                     |                |             |             |  |                     |       |       |  |
|  | Banfield                    | 0                |                     |                |             |             |  |                     |       |       |  |
|  | Banfield                    | 0                |                     | Boca Juniors   | 2           |             |  |                     |       |       |  |
|  |                             |                  |                     | Boca Juniors   | 2           |             |  |                     |       |       |  |
|  |                             |                  | Chacarita Juniors   | 4              |             |             |  |                     |       |       |  |
|  | Chacarita Juniors           | 2                | Chacarita Juniors   | 4              |             |             |  |                     |       |       |  |
|  | Chacarita Juniors           | 2                |                     |                |             |             |  |                     |       |       |  |
|  | San Lorenzo de Almagro      | 1                |                     |                |             |             |  |                     |       |       |  |
|  | San Lorenzo de Almagro      | 1                |                     |                |             |             |  |                     |       |       |  |
|  |                             |                  |                     |                |             |             |  |                     |       |       |  |

#### Cuartos de final
| 3 de julio | Excursionistas | 3:1 | Racing | Estadio de Atlanta, Buenos Aires |  |

| 3 de julio | Estudiantil Porteño | 5:3 | Gimnasia y Esgrima La Plata | Estadio de River Plate, Buenos Aires |  |

| 3 de julio | Boca Juniors | 6:0 | Banfield | Estadio Jorge Newbery, Buenos Aires |  |

| 3 de julio | Chacarita Juniors | 2:1 | San Lorenzo de Almagro | Estadio de Ferro Carril Oeste, Buenos Aires |  |

#### Semifinales
| 10 de julio | Estudiantil Porteño | 1:0 | Excursionistas | Estadio El Gasómetro, Buenos Aires |  |

| 17 de julio | Chacarita Juniors | 4:2 | Boca Juniors | Estadio El Gasómetro, Buenos Aires |  |

#### Final
| 24 de julio | Estudiantil Porteño | 2:1 | Chacarita Juniors | Estadio El Gasómetro, Buenos Aires |  |
|             | Costa · Echeverría  |     | Palomino          |                                    |  |

## Tabla de posiciones
| Pos. | Equipo                      | Pts. | J  | DG  | GF |
| ---- | --------------------------- | ---- | -- | --- | -- |
| 1.º  | Boca Juniors                | 30   | 17 | 31  | 52 |
| 2.º  | River Plate                 | 30   | 17 | 26  | 41 |
| 3.º  | Estudiantes de La Plata     | 24   | 17 | 26  | 59 |
| 4.º  | Independiente               | 23   | 17 | 19  | 44 |
| 5.º  | Racing                      | 20   | 17 | 10  | 39 |
| 6.º  | San Lorenzo de Almagro      | 19   | 17 | 10  | 43 |
| 7.º  | Lanús                       | 19   | 17 | 4   | 35 |
| 8.º  | Huracán                     | 18   | 17 | 11  | 37 |
| 9.º  | Chacarita Juniors           | 18   | 17 | 6   | 30 |
| 10.º | Platense                    | 18   | 17 | -3  | 41 |
| 11.º | Vélez Sarsfield             | 17   | 17 | 4   | 41 |
| 12.º | Gimnasia y Esgrima La Plata | 17   | 17 | 4   | 38 |
| 13.º | Tigre                       | 14   | 17 | -6  | 41 |
| 14.º | Atlanta                     | 13   | 17 | -7  | 42 |
| 15.º | Ferro Carril Oeste          | 12   | 17 | -7  | 37 |
| 16.º | Quilmes                     | 10   | 17 | -33 | 33 |
| 17.º | Talleres                    | 4    | 17 | -42 | 25 |
| 18.º | Argentinos Juniors          | 0    | 17 | -53 | 11 |

|  | Desempate. |

## Desempate
|  | River Plate | 2:3 | Boca Juniors |  |  |

|  | Boca Juniors | 3:0 | River Plate |  |  |

|                                 |
|                                 |
| Campeón Boca Juniors 8.º título |